# Xian (mytologi)
Xian (förenklad kinesiska: 仙; traditionell kinesiska: 僊; pinyin: Xiān; Wade–Giles: Hsien) är i kinesisk folktro och daoism ett uttryck för de odödliga. Dessa gudomliga skepnaderna blir dessutom ofta omtalade som heliga. De spelar en framträdande roll i kinesiska legender och i kinesisk mytologi.
Det är för det mesta män som är xian, men det berättas även om kvinnliga xian, som exempelvis Ma Gu, som knyts till livselixiret. De odödliga har under sitt världsliga, jordiska liv uppvisat övernaturliga krafter och magiska förmågor. Efter döden har de då blivit gudomliggjorda.
Det berättas om att de vandrar runt hela landet. Deras hemplats ses dock vara Kunlunfjällen i väst (där «drottningmodern i Västern» Xi Wangmu bor) eller på öar öster om det kinesiska fastland. Deras framtoning kan variera.
Inom daoismen är xian religiösa förebilder. Inom några daoistiska skolor ses de som en symbol av sammansmältningen av qi med dantian (människans energicenter). Denna sammansmältning leder till att en shengtai (ett heligt embryo) med evigt liv skapas.
De mest kända xian är de så kallade åtta odödliga: Lü Dongbin, Li Tieguai, Zhongli Quan, Den Xiangzi, Cao Guojiu, Zhang Guolao, Lan Caihe och He Xiangu. Dessa finns ofta avbildade i kinesisk konst. Även om Lan Caihe ibland framställs som kvinna, ser man He Xiangu som den enda kvinnan bland de åtta odödliga.